# شوچیکالکو

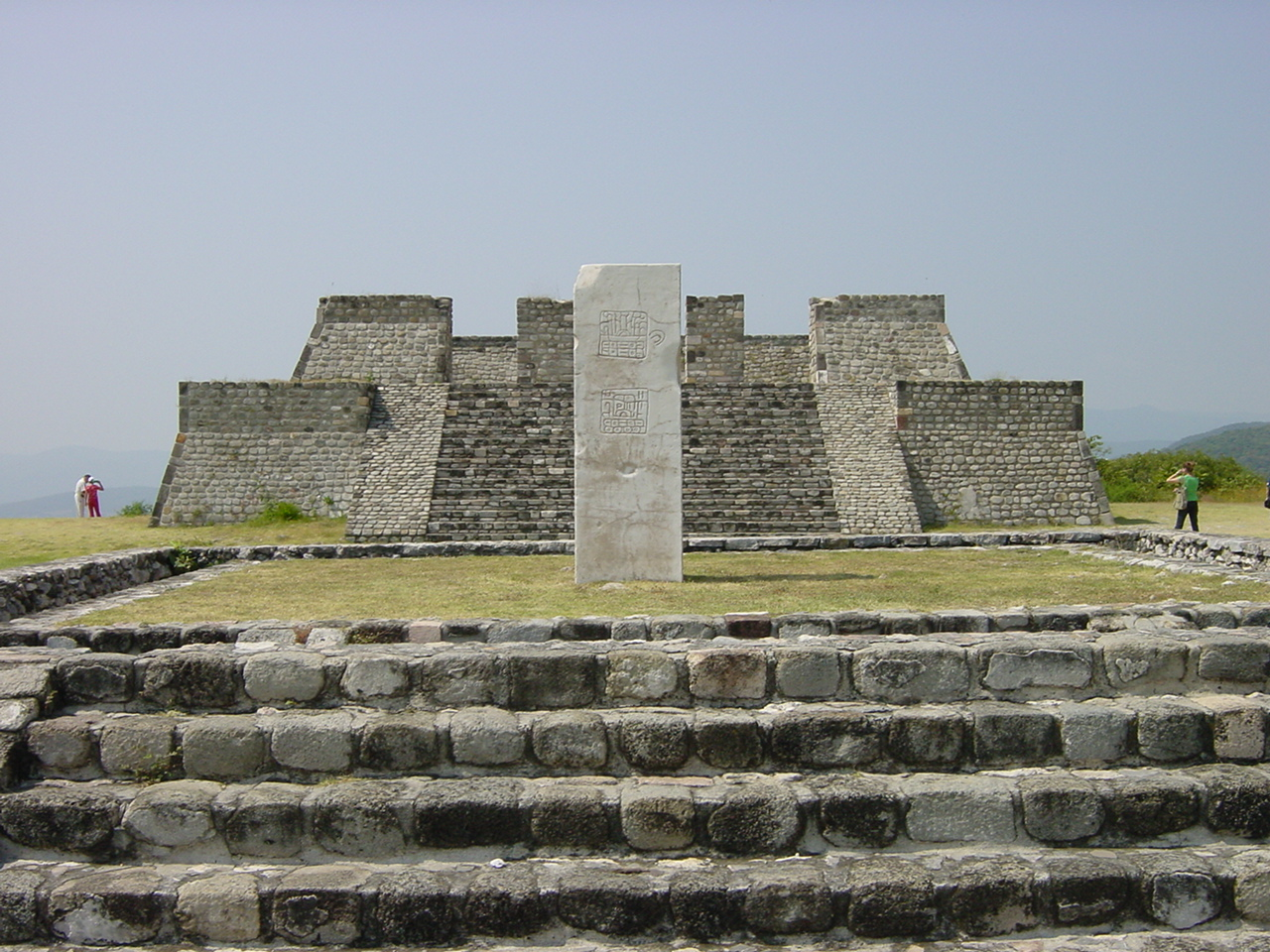
هرم شوچیکالکو

شوچیکالکو(به اسپانیایی: Xochicalco) نام جایی است باستانی و وابسته به تمدن پیش از کشف آمریکا که امروزه در باختر ایالت مورلس مکزیک جای‌دارد. 
شوچیکالکو پس از واژگونی تئوتیهواکان به اوج شکوفایی خود رسید. می‌نماید این شهر نقشی در برانداختن امپراتوری تئوتیهواکان داشته باشد. جمعیت این شهر در اوج خود می‌باید پیرامون ۲۰ هزار تن بوده باشد. پایه‌ریزی این شهر را در ۲۰۰ پیش از میلاد پنداشته‌اند ولی رشد آن به میان سال‌های ۷۰۰ تا ۹۰۰ میلادی بازمی‌گردد. 
می‌نماید که این شهر در ۹۰۰ میلادی سوزانده و ویران شده باشد. این از خانه‌های یافته‌شدهٔ نیمه سوخته و ویران آشکار گشته‌است. جمعیت عمدهٔ آن شهر را پس از این رویداد ترک‌کرده‌اند و گروه اندکی در آن تا ۱۲۰۰ میلادی زندگی را پی‌گرفته‌اند. 
امروزه این شهر در فهرست میراث جهانی یونسکو ثبت و بازدیدگاه گردشگران است. 